# Standup sketch show
Standup sketch show är ett svensk humorprogram som hade premiär på SVT Play 2020. Första säsongen består av sju avsnitt. Den andra säsongen bestående av 10 avsnitt hade premiär på SVT Play 15 mars 2024. Serien är baserad på den brittiska förlagan The Stand Up Sketch Show som hade premiär i januari 2019.

## Handling
I serien gestaltar stand-up-artister sina egna skämt i verkligheten.

## Medverkande (i urval)
- Säsong 1: Jesper Rönndahl, Petrina Solange, Johanna Nordström, Anders Jansson och Robin Paulsson
- Säsong 2: Anis Don Demina, Ann Westin, Jonas Gardell, Per Andersson, Kirsty Armstrong, Messiah Hallberg, Henrik Nyblom och Melody Farshin